# Piège du revenu intermédiaire
Le piège du revenu intermédiaire (anglais : Middle income trap) désigne le développement économique d'un pays qui atteint un certain revenu, mais reste coincé à ce niveau, sans parvenir à augmenter ce revenu. Pour la Banque mondiale, les pays à «revenu intermédiaire» ont un produit national brut par habitant entre 1 000 et 12 000 dollars de 2011.
Sa cause peut être décrite comme une transition ratée du Secteur primaire au Secteur secondaire.

## Principe
La notion de piège du revenu intermédiaire a été proposée car de nombreux pays sont restés à ce niveau de PIB pendant cinquante ans sans rejoindre les pays avancés.
Le piège du revenu intermédiaire peut être constaté lorsque la majorité de la population ne parvient pas à accéder à la classe moyenne.

## Explication
La phase de décollage économique initial d'un pays est portée par sa main d'œuvre, nombreuse et peu coûteuse en raison de la bascule de l'agriculture vers l'industrie et les services, ainsi que par les investissements directs à l'étranger, qui lui donnent accès à des technologies de base permettant les exportations. Une fois cette étape dépassée, un pays doit augmenter sa productivité, et miser sur plus de valeur ajoutée. Cela nécessite des réformes structurelles et des investissements, notamment dans la formation et les infrastructures, ce que de nombreux pays ne parviennent pas à réaliser. Un pays dans la situation de piège du revenu intermédiaire perd son avantage concurrentiel dans l'exportation de produits manufacturés en raison de la hausse des salaires, mais est incapable de suivre le rythme des économies plus développées sur le marché à forte valeur ajoutée. En conséquence, les économies nouvellement industrialisées comme l'Afrique du Sud et le Brésil n'ont pas quitté un niveau de produit national brut par habitant entre 1 000 et 12 000 dollars (constants de 2011) pendant des décennies. Ils souffrent d'un faible investissement, d'une croissance lente du secteur secondaire, d'une diversification industrielle limitée et de mauvaises conditions du marché du travail.

## Pays victimes du piège du revenu intermédiaire
Les pays d'Amérique latine ont une convergence lente, et peuvent être cités comme des exemples de piège du revenu intermédiaire.
La Chine pourrait être victime dans l'avenir de cette situation,.
La plupart des pays du Moyen-Orient et de l'Afrique du Nord (MENA) sont classés dans ce groupe, selon un rapport de 2018 de la Banque mondiale. C'est le cas par exemple de l'Algérie, de l'Égypte, de la Jordanie, du Maroc ou de la Tunisie.
L'ONU comptait en 2018 109 pays à revenu intermédiaire, comptant 70 % de la population mondiale et 73 % des pauvres.